# Glossosoma atreju
Glossosoma atreju är en nattsländeart som beskrevs av Malicky 1986. Glossosoma atreju ingår i släktet Glossosoma och familjen stenhusnattsländor. Inga underarter finns listade i Catalogue of Life.